# 布什诉戈尔案
布什诉戈尔案是2000年美國總統選舉計票糾紛所引發的法律案件。在當年的選舉中，佛羅里達州是最後一個出結果的州，在佛羅里達州出結果前，美國共和黨總統候選人乔治·W·布什獲得29個州246張選舉人票，美國民主黨總統候選人阿尔·戈尔獲得20個州267張選舉人票。而雙方均未突破有效當選的270選舉人票這一門檻。此時美國僅剩佛羅里達州結果未出爐，而佛羅里達州擁有25張選舉人票。2000年11月8日下午，佛羅里達州選票統計結束。根據已統計的大约6百万张选民票中，布什赢得2,909,135张，戈尔赢得2,907,351张，其他候选人赢得139,616张，布什仅比戈尔多1,784张选票。根據佛羅里達州地方法律，雙方選票差距數量小於0.5%的佛州選民數量時，必須重新計票。重新計票後，布什依舊票數多於戈爾，但差距小於第一次計票結果。不過此次佛州通過機器計票，有些選票機器無法識別。戈尔一方要求對機器無法識別的廢票以及民主黨支持率較高的幾個縣重新人工計票，並向佛州地方法院發起訴訟，佛州地方法院同意戈爾一方的要求。2000年12月12日，美国最高法院認為在不同的縣使用不同的標準來確定有效投票違反了平等保護條款，推翻了佛州地方法院的裁决，要求佛州在12月18日選舉人團投票之前全州用統一的標準完成計票，同時並未延長必須在選舉人團投票的六天前完成點票的截止日期，即距離判決當時僅剩兩個小時，只得放棄在佛州人工計票。布什最終拿下佛州，當選總統。